# ヒカシューLIVE!
『ヒカシューLIVE』（ひかしゅーらいぶ）は、1989年に発売されたヒカシューのライブ・アルバム。

## 解説
ヒカシューのレコードデビュー10周年を記念してインディーズ・レーベルのパズリンから発売。当初はライブ会場や通信販売でしか購入できなかった。録音は『1988年7月から1989年6月までいろんな所で（ライナーノーツより）』。録音当時のメンバーであり、1989年10月に急逝したドラマー・谷口勝の三回忌を前に再リリースが決定し、1991年にバップより再発された。ジャケット・イラストは真鍋太郎（PICARO TARO) による赤い犬。再発売版では同じモチーフを使用しているが新規のイラストとなる。

## 収録曲
1. モーニング・ウォーター
2. 出来事
3. 不思議のマーチ
4. 低音無頼
 Alto Sax: ジョン・ゾーン
5. 予期せぬ結合
6. そんなコタァないよ
7. 紅白梅流水図
8. 太陽と水すまし
9. ねこやなぎ
 Alto Sax: ジョン・ゾーン
10. 気持ちの問題
11. でたらめな指
12. 日本の笑顔
13. プヨプヨ
14. パイク
15. アルタネイティブ・サン
16. 魅惑のペイブメント
17. うわさの人類